# Eleição para governador do Missouri em 2008
A eleição para governador do estado americano do Missouri em 2008 foi realizada em 4 de novembro de 2008. O atual governador, Matt Blunt, decidiu não concorrer à reeleição, venceu por estreita margem a eleição de 2004 ao derrotar a auditora do estado Claire McCaskill, e poderia ter enfrentado um adversário forte em 2008.

## Datas
- 25 de março de 2008 - prazo de apresentação de candidaturas
- 5 de agosto de 2008 - eleições primárias
- 4 de novembro de 2008 - realização da eleição geral[1]

## Primária Republicana
| Candidato a presidente | Votos   | % votos |
| ---------------------- | ------- | ------- |
| Kenny Hulshof          | 194 556 | 49,2%   |
| Sarah Steelman         | 176 750 | 44,7%   |
| Scott Long             | 18 745  | 4,7%    |
| Jen Sievers            | 5 664   | 1,4%    |

## Primária Democrata
| Candidato a presidente | Votos   | % votos |
| ---------------------- | ------- | ------- |
| Jay Nixon              | 303 796 | 85%     |
| Daniel Carroll         | 53 768  | 15%     |

## Candidatos
| Candidato     | Partido             | Cargos políticos ou profissão       |
| ------------- | ------------------- | ----------------------------------- |
| Jay Nixon     | Partido Democrata   | Vice-governador                     |
| Kenny Hulshof | Partido Republicano | Membro da Câmara dos Representantes |

## Resultados
| Candidato a presidente | Partido            | Votos     | % votos |
| ---------------------- | ------------------ | --------- | ------- |
| Jay Nixon              | Democrata          | 1 680 611 | 58,4%   |
| Kenny Hulshof          | Republicano        | 1 136 364 | 39,5%   |
| Andrew Finkenstadt     | Partido Libertário | 31 850    | 1,1%    |
| Gregory Thompson       | Partido Libertário | 28 941    | 1%      |